# Szerelmes Shakespeare
A Szerelmes Shakespeare (eredeti cím: Shakespeare in Love) 1998-ban bemutatott amerikai romantikus film John Madden rendezésében. 2010 decemberében a Rábl-Színpad (Szent László ÁMK színtársulata) vitte színpadra elsőként.

## Történet
A film William Shakespeare és Viola de Lesseps, a gazdag kereskedő, Sir Robert de Lesseps lányának tiltott szerelméről szól.
A film azzal kezdődik, hogy a színház vezetőjének, Philip Henslowe-nak hatalmas adóssága van az uzsorás Hugh Fennymannal szemben. Ezért Henslowe felajánlja Shakespeare legújabb komédiájának bevételét törlesztésként. Ez a darab a Rómeó és Ethel, a kalóz lánya, amit később átdolgoztak, néhány komikus karaktert kiírtak belőle, és Rómeó és Júlia néven lett ismert tragédia.
Shakespeare alkotói válságban szenved, de elkezdi a meghallgatásokat Rómeó szerepére. A fiatal Viola de Lesseps álma, hogy színész lehessen, de abban a korban csak férfiak lehettek színészek. Ezért férfinak öltözik, és Thomas Kent néven elmegy a meghallgatásra. Itt találkozik Shakespeare és Viola. Miután kiderül Viola valódi személye, Will rögtön beleszeret, az új szerelemtől ihletet kap, és lázasan írni kezd.
Shakespeare házas, hivatalosan nem vált el feleségétől, Viola szülei pedig soha nem engedik meg, hogy egy olyan közemberhez menjen feleségül, mint Shakespeare. Sőt Viola szülei már az eljegyzést is elrendezték Lord Wessexszel.

## Szereplők
| Szerep                | Színész             | Magyar hang        |
| --------------------- | ------------------- | ------------------ |
| Viola De Lesseps      | Gwyneth Paltrow     | Nagy-Kálózy Eszter |
| William Shakespeare   | Joseph Fiennes      | Széles Tamás       |
| Philip Henslowe       | Geoffrey Rush       | Harsányi Gábor     |
| Sir Edmund Tilney     | Simon Callow        | Varga T. József    |
| Erzsébet királynő     | Judi Dench          | Pásztor Erzsi      |
| Lord Wessex           | Colin Firth         | Forgács Péter      |
| Ned Alleyn            | Ben Affleck         | Laklóth Aladár     |
| Hugh Fennyman         | Tom Wilkinson       | Szilágyi Tibor     |
| Dada                  | Imelda Staunton     | Szabó Éva          |
| Christopher Marlowe   | Rupert Everett      | Kőszegi Ákos       |
| Richard Burbage       | Martin Clunes       | Csankó Zoltán      |
| Ralph Bashford        | Jim Carter          | Verebély Iván      |
| Sam Gosse             | Daniel Brocklebank  | Bolba Tamás        |
| Wabash                | Mark Williams       | Jakab Csaba        |
| Peter                 | Paul Bigley         | Katona Zoltán      |
| Nol mester            | Barnaby Kay         | Crespo Rodrigo     |
| John Hemmings         | David Curtiz        | Fekete Zoltán      |
| James Hemmings        | Gregor Truter       | Mertz Tibor        |
| John Webster          | Joe Roberts         | ?                  |
| Lambert               | Steve O'Donnell     | F. Nagy Zoltán     |
| Frees                 | Tim McMullan        | Seder Gábor        |
| Dr. Moth              | Antony Sher         | Fazekas István     |
| Rosaline              | Sandra Reinton      | Madarász Éva       |
| Will Kempe            | Patrick Barlow      | Koncz István       |
| Henry Condell         | Nicholas Boulton    | Viczián Ottó       |
| Lady De Lesseps       | Jill Baker          | ?                  |
| Sir Robert De Lesseps | Nicholas Le Prevost | ?                  |
| Hitszónok             | Steven Beard        | Izsóf Vilmos       |
| Edward Pope           | Timothy Kightley    | Kristóf Tibor      |
| Augustine Philips     | Mark Saban          | Háda János         |
| George Bryan          | Bob Barrett         | ?                  |
| James Armitage        | Roger Morlidge      | ?                  |
| Kikiáltó              | Desmond McNamara    | Komlós András      |

## Díjak és jelölések
BAFTA-díj (1999)
- díj: legjobb film: John Madden
- díj: legjobb női mellékszereplő: Judi Dench
- díj: legjobb vágás: David Gamble

Golden Globe-díj (1999)
- díj: legjobb színésznő – zenés film és vígjáték kategória: Gwyneth Paltrow
- díj: legjobb film – zenés film és vígjáték kategória
- díj: legjobb forgatókönyv: Marc Norman, Tom Stoppard

Oscar-díj (1999)
- díj: legjobb film
- díj: legjobb női főszereplő: Gwyneth Paltrow
- díj: legjobb női mellékszereplő: Judi Dench
- díj: legjobb eredeti forgatókönyv:Mac Norman, Tom Stoppard
- díj: legjobb jelmeztervező: Sandy Powel
- díj: legjobb musical filmzene: Stephen Warbeck
- díj: legjobb látványtervező: Martin Childs, Jill Quertier
- jelölés: legjobb hang - Dominic Lenster, Peter Glossop, Robin O'Donoghue
- jelölés: legjobb smink - Veronica Brebner, Lisa Westcott
- jelölés: legjobb vágás - David Gamble
- jelölés: legjobb rendező – John Madden
- jelölés: legjobb férfi mellékszereplő - Geoffrey Rush
- jelölés: legjobb operatőr – Richard Greatrex